# Polioptila
A Polioptila a madarak osztályának a verébalakúak (Passeriformes) rendjéhez és a szúnyogkapófélék (Polioptilidae) családjához tartozó nem.

## Rendszerezésük
A nemet Philip Lutley Sclater angol ügyvéd és zoológus írta le 1855-ben, az alábbi fajok tartoznak ide:
- Polioptila guianensis
- Polioptila schistaceigula
- Polioptila paraensis
- Polioptila facilis
- Polioptila clementsi
- Polioptila attenboroughi[1] vagy Polioptila guianensis attenboroughi
- Polioptila atricapilla[1] vagy Polioptila plumbea atricapilla[2]
- trópusi szúnyogkapó (Polioptila plumbea)
- Polioptila parvirostris[1] vagy Polioptila plumbea parvirostris[2]
- álarcos szúnyogkapó (Polioptila dumicola)
- krémsárga szúnyogkapó (Polioptila lactea)
- kubai szúnyogkapó (Polioptila lembeyei)
- Polioptila maior[1] vagy Polioptila plumbea maior[2]
- Polioptila plumbiceps[1] vagy Polioptila plumbea plumbiceps[2]
- Polioptila albiventris[1] vagy Polioptila albiloris albiventris[2]
- Polioptila bilineata[1] vagy Polioptila plumbea bilineata[2]
- kék szúnyogkapó (Polioptila caerulea)
- feketesapkás szúnyogkapó (Polioptila nigriceps)
- szavannaszúnyogkapó (Polioptila albiloris)
- feketefarkú szúnyogkapó (Polioptila melanura)
- kaliforniai szúnyogkapó (Polioptila californica)

## Külső hivatkozások
- Képek az interneten a nembe tartozó fajokról
- Internet Bird Collection